# Helston
Koordinaten: 50° 6′ N, 5° 16′ W
Helston (Kornisch Hellys) ist eine englische Kleinstadt in der Grafschaft Cornwall. Die Stadt liegt zwischen Falmouth und Penzance am nordwestlichen Rand der Lizard Peninsula. Durch Helston fließt der Fluss Cober, der etwa zwei Kilometer südwestlich in den Loe Pool mündet.
Der Name der Stadt leitet sich vom kornischen Name der Stadt „hen-lys“ her. Übersetzen lässt sich der Name mit „das alte Gericht“. In der Zeit der Angelsachsen kam die Endung -ton hinzu und wurde im Domesday Book von 1089 als „manor of Henlistona“ erwähnt. Siedlungen sind hier bis in die Eisenzeit zurück nachweisbar. Helston ist eine der ältesten Gemeinden der Grafschaft Cornwall. Im Jahre 1201 erhielt Helston Stadt- und Marktrechte durch John of England, die Rechte wurden durch Richard von Cornwall bestätigt. Die Stadt wuchs während der Regierungszeit von Eduard I. durch seine Zinnbergwerke. In dieser Zeit entstand hier ein Bergwerksgericht, das im Wesentlichen die Qualität der Zinnbarren feststellte. Dafür wurde eine Ecke (coign) aus dem Barren geschnitten, auf der Schnittfläche wurde der Barren dann mit einer offiziellen Prägung versehen. Erst dann durften die Barren in den Verkauf. Somit waren diese Gerichte Vorläufer der Münzen.
Ab dem 13. Jahrhundert entwickelte sich an der Mündung des Flusses Cober eine Sandbank (Loe Bar), die seitdem den Fluss vom Meer (Mount’s Bay) trennt. Der Fluss Cober staute sich dadurch auf und bildet seitdem den größten natürlichen Süßwassersee (The Loe Pool) in Cornwall. Für die Stadt bedeutete dies den Verlust des Stadthafens. Damit sank die Bedeutung der Stadt als Bergwerksstadt. Der Handel spielte aber weiterhin eine bedeutende Rolle, somit erhielt die Stadt von Elisabeth I. das Münzprägerecht. An diese Zeit erinnert noch die „Coinagehall Street“, in ihr stand die Münze.
Im Jahre 1863 wurde hier Bob Fitzsimmons geboren, er war der erste dreifache Boxweltmeister.
Heute hat Helston 9780 Einwohner (Census 2001). Die Stadt ist bekannt durch das Frühlingsvolksfest mit dem Furry Dance, das jedes Jahr im Mai gefeiert wird. Man vermutet, dass der Brauch des Furry Dance bis auf die Kelten zurückgeht. Ähnliches Brauchtum wird heute noch in Biewer und in Echternach gepflegt. Viele Einwohner arbeiten heute auf der Royal Naval Air Station Culdrose (RNAS Culdrose), der größten Hubschrauberbasis in Europa. Die Stadt hat aber durch ihre historische Innenstadt, ihre Lage am Loe Pool und als Tor zur Halbinsel The Lizard (A3083) auch touristische Bedeutung.
Verkehrstechnisch ist die Stadt über die Hauptverkehrsstraße A394 erreichbar. Die nächste Bahnhof liegt in Camborne bzw. Redruth und nächste Flughafen liegt bei Newquay.
Seit 1968 besteht eine Städtepartnerschaft mit Sasso Marconi, ein Stadtteil von Bologna in Italien.

## Bilder

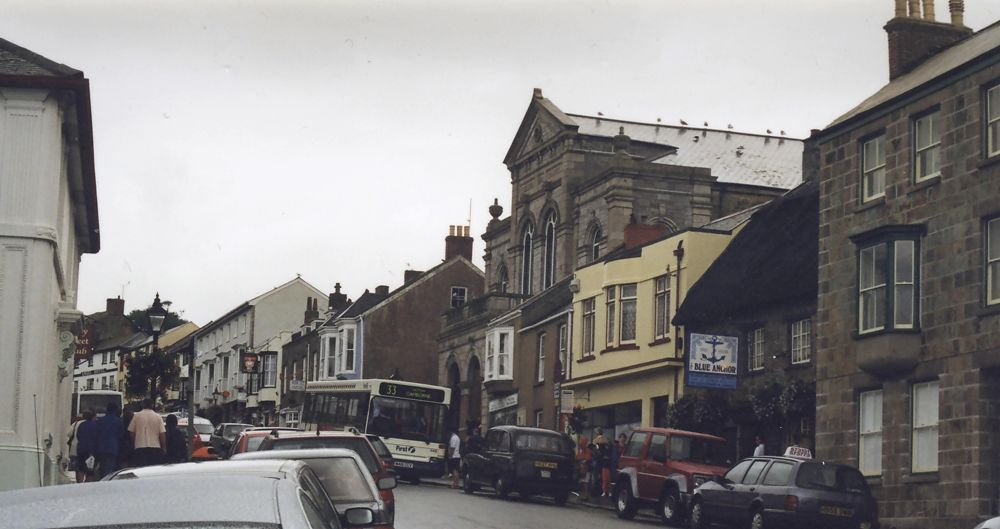
Coinagehall Street mit dem Blue Anchor Inn
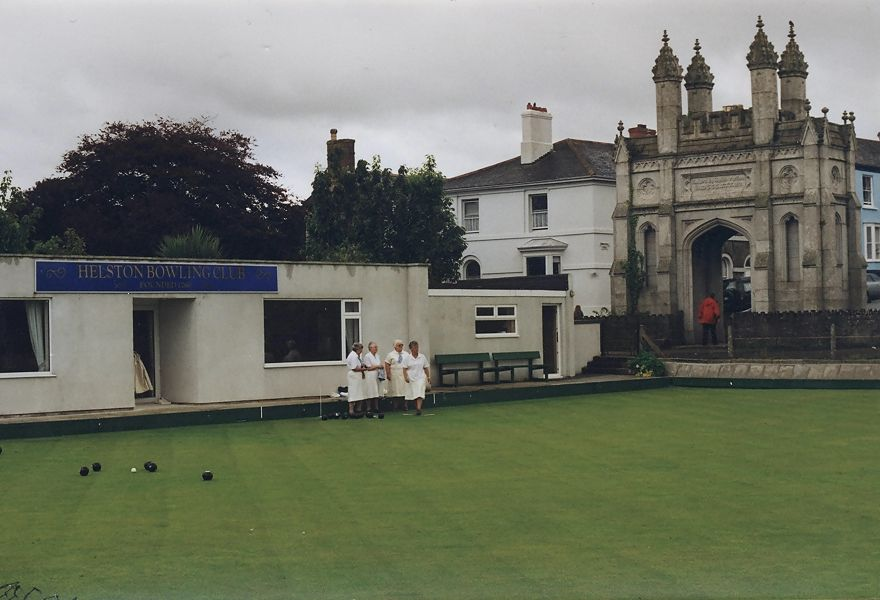
Der Bowlingclub und im Hintergrund das Grylls Monument
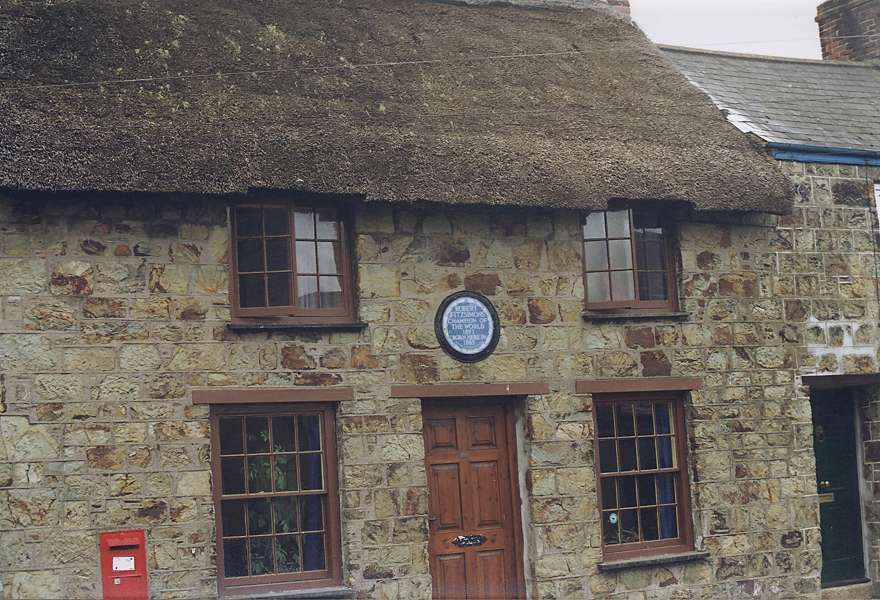
Geburtshaus von Bob Fitzsimmons (1863–1917)